# Pierre-Percée
Pierre-Percée (deutsch Langstein) ist eine französische Gemeinde mit 96 Einwohnern (Stand 1. Januar 2022) im Département Meurthe-et-Moselle in der Region Grand Est (bis 2015  Lothringen). Sie gehört zum Arrondissement Lunéville und zum Kanton Baccarat.

## Geographie
Die Gemeinde liegt rund 60 Kilometer südöstlich von Nancy an der Grenze zum benachbarten Département Vosges, am Ostufer des Stausees Lac de Pierre-Percée, der zur Notkühlung des 100 Kilometer entfernten Kernkraftwerkes Cattenom angelegt wurde. An der östlichen Gemeindegrenze verläuft der Fluss Plaine. Die Nachbargemeinden sind Angomont im Norden, Bionville im Nordosten, Celles-sur-Plaine im Südosten (Département Vosges), Neufmaisons im Süden, Pexonne im Westen und Badonviller im Nordwesten.

## Bevölkerungsentwicklung
| Jahr      | 1968 | 1975 | 1982 | 1990 | 1999 | 2006 | 2019 |
| Einwohner | 76   | 94   | 80   | 80   | 95   | 86   | 94   |

## Sehenswürdigkeiten
- Ruinen der Burg Pierre-Percée aus dem 12. Jahrhundert – Monument historique[2]
- Kriegerdenkmal für die gefallenen Soldaten des Ersten Weltkrieges – Monument historique[3]

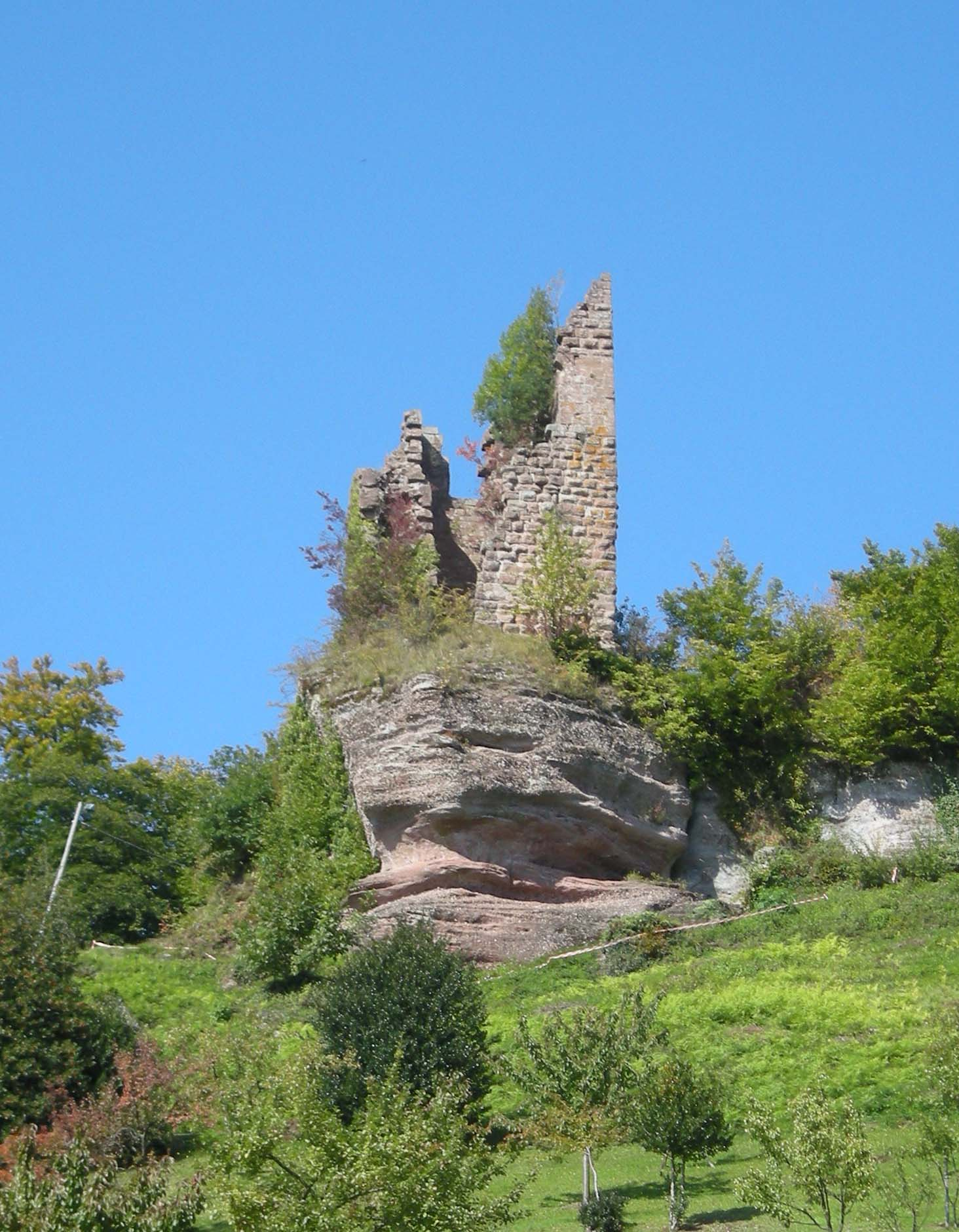
Blick auf die Ruinen der Burg
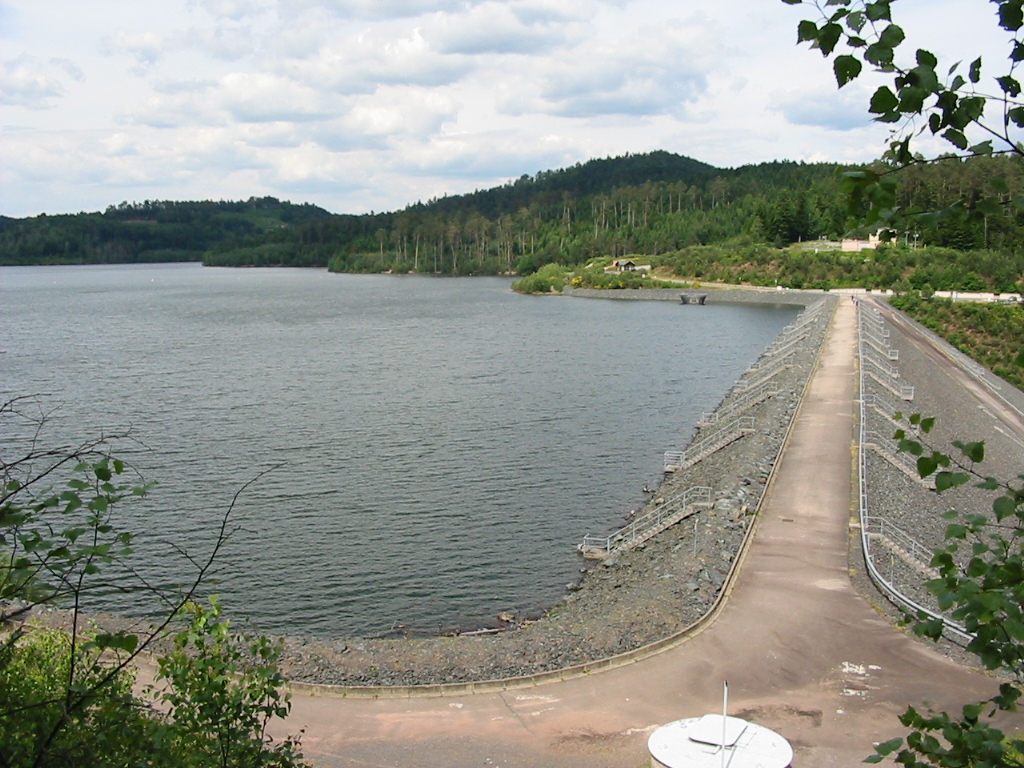
Lac de Pierre-Percée mit Staumauer
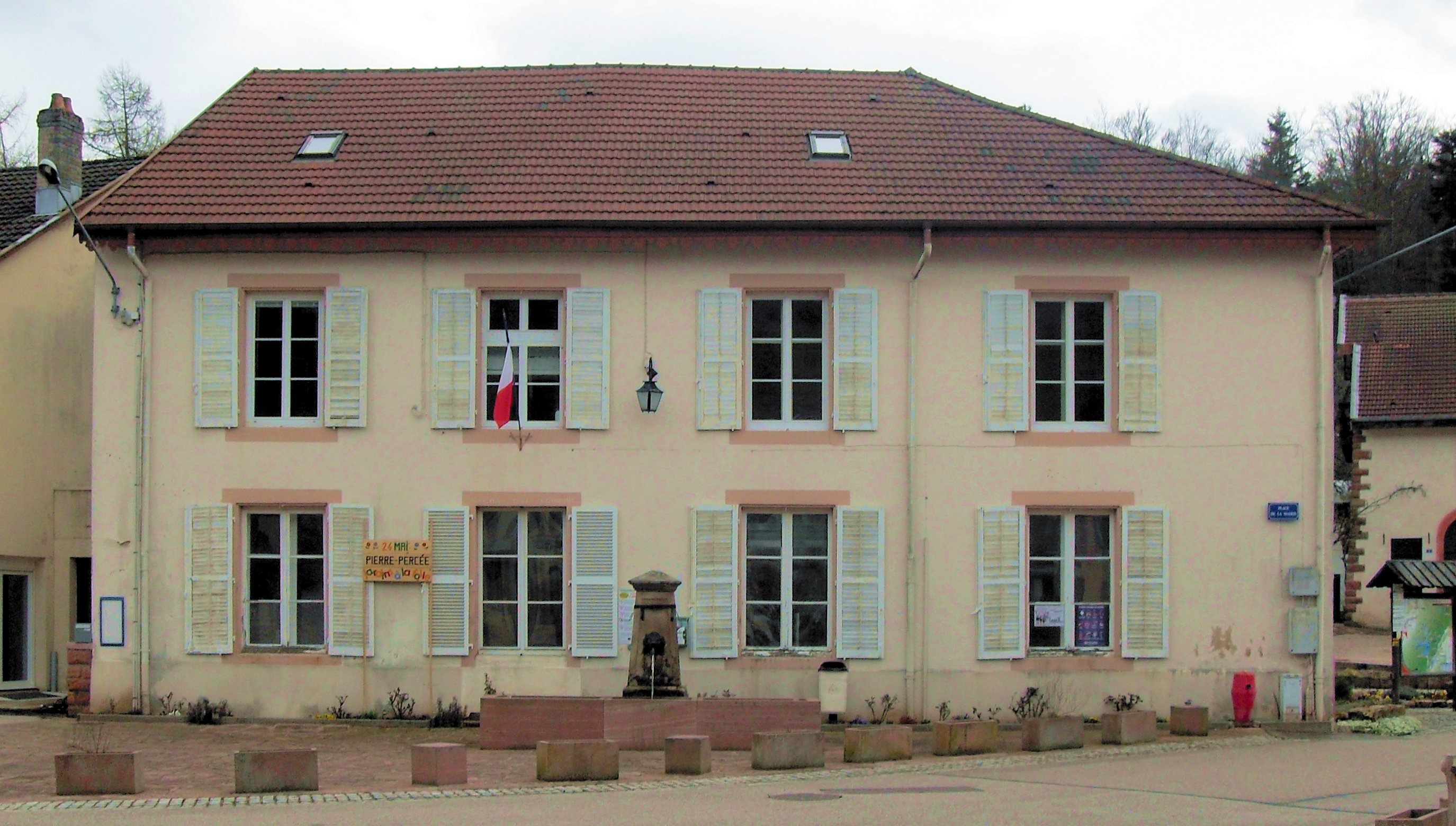
Rathaus